# Васил Фармакис
Васил (Васо) Костов, известен като Фармакис (на гръцки: Βασίλειος Φαρμάκης), е гръцки революционер, участник в Гръцкото въстание в Македония от 1878 година и в Гръцката въоръжена пропаганда в Македония.

## Биография
Васил Костов е роден в Слимница в семейството на Коста Георгиев (Костас Георгиу). По време на Гръцкото въстание в 1878 година в началото на март Фармакис със 100 бойци се придвижва към Агия заедно с Васил Журката със 160 бойци и Мицас с 350. Там те се присъединяват към Теодорос Целиопицарис и Леонидас Вулгарис с 300 души. Въстаническият отряд от около 900 души се сблъсква при Агия с 9000 османци. Битката продължава от изгрев до залез на 2 март и загубите за гърците са 40 мъртви и ранени, а за турците 1300 мъртви и ранени. След битката гърците се оттеглят към Макриница, където се съединяват с четата на капитанката Маргарита Басдеки. Там те внезапно нападат османска част, но претърпяват провал като четатата на Трасивулос Велендзас е разбита. Загубите на гърците са 40 убити, а на турците – 1300.